# 圣巴尔
圣巴尔（法語：Saint-Bard，法語發音：[sɛ̃ baʁ]）是法国克勒兹省的一个市镇，属于欧比松区。

## 地理
圣巴尔（45°54'52"N, 2°24'1"E）面积9.36 平方千米，位于法国新阿基坦大区克勒兹省，该省份为法国中部省份，位于法國中央高原西北部，北起安德尔省和谢尔省，西接维埃纳省，南至科雷兹省，东临多姆山省，东北与阿列省接壤。
与圣巴尔接壤的市镇（或旧市镇、城区）包括：利乌莱蒙日、莫特、拉马济耶尔-欧邦索姆、克罗附近圣奥拉杜、拉维勒讷沃。

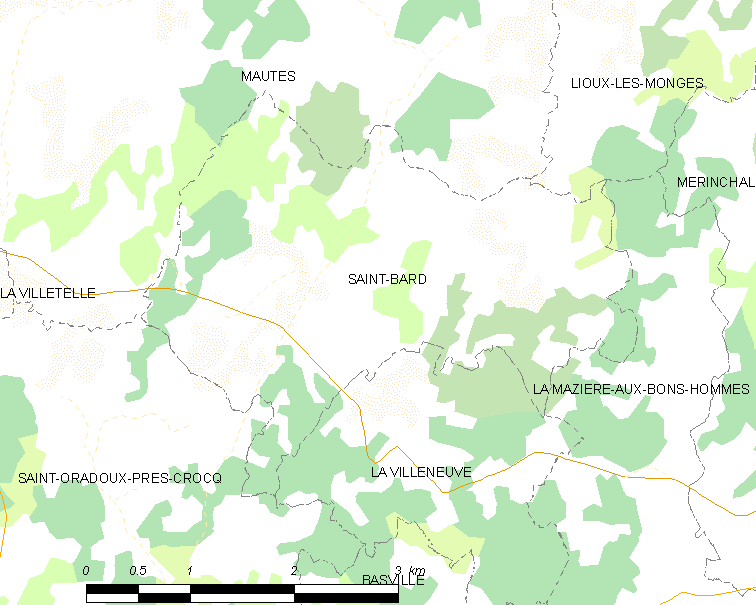
圣巴尔的OSM定位图

圣巴尔的时区为UTC+01:00、UTC+02:00（夏令时）。

## 行政
圣巴尔的邮政编码为23260，INSEE市镇编码为23184。

## 政治
圣巴尔所属的省级选区为欧藏斯县。

## 人口

1962-2008年间圣巴尔人口变化图示

圣巴尔于2022年1月1日时的人口数量为95人。